# Saison 2025-2026 du Stade lavallois
Maillots
Dernière mise à jour : 28 juin 2025.
Chronologie
Saison précédente Saison suivante
La saison 2025-2026 du Stade Lavallois est la 120e saison de l'histoire du club et la 34e en Ligue 2. Le club participe également à la Coupe de France en entrant au 7e tour de la compétition.

## Préparation d'avant-saison
La reprise de l'entrainement débute le 26 juin. Le club planifie une série de matchs amicaux du 12 juillet et le 2 août.
Le club annonce garder le maillot de la saison 2024-2025 pour des raisons écologiques et économiques.
Le club passe devant la DNCG le 4 juin, aucune mesure n'est prise à l’égard du club mayennais.
BeIn Sport devrait continuer de diffuser l'intégralité des matchs de Ligue 2 BKT en raison de leur accord avec la Ligue de Football Professionnel jusqu'en 2029.
Sam Sanna devient le nouveau capitaine de l'équipe après le départ à la retraite de Jimmy Roye.
Jimmy Roye devient le nouvel entraineur adjoint d'Olivier Frapolli remplaçant Gilles Bourges.

## Transferts

### Transferts estivaux
Grâce à un accord avec le SC Bastia, Julien Maggiotti est libéré gratuitement et peut donc faire son retour au Stade lavallois.
Noa Mupemba est prolongé à la suite de son prêt à l'US Avranches. Il est l'un des meilleurs buteurs du National 2 avec ses 14 buts.
Le club signe l'ancien joueur du Paris FC et du Gaziantep FK, Cyril Mandouki sans club depuis mars.
Le Stade lavallois réalise deux ventes. Celle d'Owen Kouassi vers l'US Lecce pour une valeur estimée à environ 1 million d'euros et celle de Amin Cherni vers Göztepe pour un montant inconnu.
| Date            | Joueur           | Transfert       | Montant | Provenance/Destination | Division   |
| --------------- | ---------------- | --------------- | ------- | ---------------------- | ---------- |
| Arrivées (0€)   |                  |                 |         |                        |            |
| 31 mai 2025     | Théo Chatelain   | Retour de prêt  |         | AS Furiani             | National 2 |
| 31 mai 2025     | Noa Mupemba      | Retour de prêt  |         | US Avranches           | National 2 |
| 31 mai 2025     | William Benard   | Retour de prêt  |         | Paris 13 Atletico      | National   |
| 24 juin 2025    | Julien Maggiotti | Transfert libre |         | SC Bastia              | Ligue 2    |
| 4 juillet 2025  | Mattéo Commaret  | Transfert libre |         | Bourg-en-Bresse 01     | National 2 |
| 22 juillet 2025 | Cyril Mandouki   | Transfert libre |         | Sans Club              |            |
| Départs (>1M€)  |                  |                 |         |                        |            |
| 23 juin 2025    | Lois Martins     | Prêt            |         | Paris 13 Atletico      | National   |
| 30 juin 2025    | Siriné Doucouré  | Fin du prêt     |         | FC Lorient             | Ligue 1    |
| 1 juillet 2025  | Owen Kouassi     | Transfert       | ~1M€    | US Lecce               | Serie A    |
| 21 juillet 2025 | Jordan Adéoti    | Transfert libre |         | US Avranches           | National 2 |
| 23 juillet 2025 | Amin Cherni      | Transfert       | ?       | Göztepe                | Süper Lig  |
| 29 juillet 2025 | Théo Chatelain   | Transfert libre |         | FC 93 Bobigny          | National 2 |
| 2 août 2025     | Kévin Zohi       | Transfert libre |         | SC União Torreense     | Liga 2     |

## Effectif de la saison 2025-2026
(En italique, les joueurs partis en cours de saison)
Mise à jour le 10 août 2025.
| N  | P | Joueur                    | Ligue 2 | Ligue 2     | Ligue 2        | Ligue 2 | Ligue 2      | Coupe de France | Coupe de France | Coupe de France | Coupe de France | Coupe de France | Total | Total       | Total          | Total  | Total        |
| N  | P | Joueur                    | MJ      | But inscrit | Passe décisive | Averti  | Carton rouge | MJ              | But inscrit     | Passe décisive  | Averti          | Carton rouge    | MJ    | But inscrit | Passe décisive | Averti | Carton rouge |
| -- | - | ------------------------- | ------- | ----------- | -------------- | ------- | ------------ | --------------- | --------------- | --------------- | --------------- | --------------- | ----- | ----------- | -------------- | ------ | ------------ |
| 30 | G | Mamadou Samassa           | 1       | 0           | 0              | 0       | 0            | 0               | 0               | 0               | 0               | 0               | 1     | 0           | 0              | 0      | 0            |
| 1  | G | Maxime Hautbois           | 0       | 0           | 0              | 0       | 0            | 0               | 0               | 0               | 0               | 0               | 0     | 0           | 0              | 0      | 0            |
| 12 | D | Mattéo Commaret           | 1       | 0           | 0              | 0       | 0            | 0               | 0               | 0               | 0               | 0               | 1     | 0           | 0              | 0      | 0            |
| 29 | D | Ange Badey                | 0       | 0           | 0              | 0       | 0            | 0               | 0               | 0               | 0               | 0               | 0     | 0           | 0              | 0      | 0            |
| 35 | D | Peter Ouaneh              | 0       | 0           | 0              | 0       | 0            | 0               | 0               | 0               | 0               | 0               | 0     | 0           | 0              | 0      | 0            |
| 5  | D | Moïse Adilèhou            | 1       | 0           | 0              | 0       | 0            | 0               | 0               | 0               | 0               | 0               | 1     | 0           | 0              | 0      | 0            |
| 2  | D | Théo Pellenard            | 1       | 0           | 0              | 1       | 1            | 0               | 0               | 0               | 0               | 0               | 1     | 0           | 0              | 1      | 1            |
| 3  | D | William Bianda            | 0       | 0           | 0              | 0       | 0            | 0               | 0               | 0               | 0               | 0               | 0     | 0           | 0              | 0      | 0            |
| 17 | D | Williams Kokolo           | 1       | 0           | 1              | 0       | 0            | 0               | 0               | 0               | 0               | 0               | 1     | 0           | 1              | 0      | 0            |
| 23 | D | Yohan Tavares             | 0       | 0           | 0              | 0       | 0            | 0               | 0               | 0               | 0               | 0               | 0     | 0           | 0              | 0      | 0            |
| 7  | D | Thibaut Vargas            | 1       | 0           | 0              | 0       | 0            | 0               | 0               | 0               | 0               | 0               | 1     | 0           | 0              | 0      | 0            |
| 6  | M | Sam Sanna                 | 1       | 0           | 0              | 0       | 0            | 0               | 0               | 0               | 0               | 0               | 1     | 0           | 0              | 0      | 0            |
| 14 | M | Cyril Mandouki            | 1       | 0           | 0              | 0       | 0            | 0               | 0               | 0               | 0               | 0               | 1     | 0           | 0              | 0      | 0            |
| 26 | M | William Benard            | 0       | 0           | 0              | 0       | 0            | 0               | 0               | 0               | 0               | 0               | 0     | 0           | 0              | 0      | 0            |
| 40 | M | Ethan Clavreul            | 1       | 1           | 0              | 0       | 0            | 0               | 0               | 0               | 0               | 0               | 1     | 1           | 0              | 0      | 0            |
| 19 | M | Malik Sellouki            | 1       | 0           | 0              | 0       | 0            | 0               | 0               | 0               | 0               | 0               | 1     | 0           | 0              | 0      | 0            |
| 33 | M | Enzo Montet               | 0       | 0           | 0              | 0       | 0            | 0               | 0               | 0               | 0               | 0               | 0     | 0           | 0              | 0      | 0            |
| 8  | M | Titouan Thomas            | 1       | 0           | 0              | 0       | 0            | 0               | 0               | 0               | 0               | 0               | 1     | 0           | 0              | 0      | 0            |
| 28 | M | Julien Maggiotti          | 1       | 0           | 0              | 0       | 0            | 0               | 0               | 0               | 0               | 0               | 1     | 0           | 0              | 0      | 0            |
| 9  | A | Mamadou Camara            | 1       | 0           | 0              | 0       | 0            | 0               | 0               | 0               | 0               | 0               | 1     | 0           | 0              | 0      | 0            |
| 22 | A | Noa Mupemba               | 1       | 0           | 0              | 0       | 0            | 0               | 0               | 0               | 0               | 0               | 1     | 0           | 0              | 0      | 0            |
| 18 | A | Malik Tchokounté          | 1       | 2           | 0              | 0       | 0            | 0               | 0               | 0               | 0               | 0               | 1     | 2           | 0              | 0      | 0            |
| 34 | A | Aymeric Faurand-Tournaire | 1       | 0           | 0              | 1       | 0            | 0               | 0               | 0               | 0               | 0               | 1     | 0           | 0              | 1      | 0            |

## Matchs de la saison

### Championnat
Le calendrier des rencontres est révélé le 27 juin 2025 à midi, le Stade lavallois joue la première journée à domicile face à l'AS Saint-Etienne et la dernière face à l'US Boulogne CO toujours à domicile.

#### Classement
| Rang | Équipe           | Pts | J | G | N | P | Bp | Bc | Diff | Promotion ou relégation                 |
| ---- | ---------------- | --- | - | - | - | - | -- | -- | ---- | --------------------------------------- |
| 4    | EA Guingamp      | 1   | 1 | 0 | 1 | 0 | 3  | 3  | 0    | Participation aux barrages de promotion |
| 5    | Le Mans FC P     | 1   | 1 | 0 | 1 | 0 | 3  | 3  | 0    | Participation aux barrages de promotion |
| 6    | Stade lavallois  | 1   | 1 | 0 | 1 | 0 | 3  | 3  | 0    |                                         |
| 7    | Amiens SC        | 1   | 1 | 0 | 1 | 0 | 2  | 2  | 0    |                                         |
| 8    | Clermont Foot 63 | 1   | 1 | 0 | 1 | 0 | 2  | 2  | 0    |                                         |

#### Résultats par journée
Nota : l'ordre des journées est celui dans lequel elles ont été jouées. La place au classement est celle à l'issue du week-end ou du milieu de semaine.
| Journée   | 1 | 2 | 3 | 4 | 5 | 6 | 7 | 8 | 9 | 10 | 11 | 12 | 13 | 14 | 15 | 16 | 17 | 18 | 19 | 20 | 21 | 22 | 23 | 24 | 25 | 26 | 27 | 28 | 29 | 30 | 31 | 32 | 33 | 34 |
| --------- | - | - | - | - | - | - | - | - | - | -- | -- | -- | -- | -- | -- | -- | -- | -- | -- | -- | -- | -- | -- | -- | -- | -- | -- | -- | -- | -- | -- | -- | -- | -- |
| Résultats | N |   |   |   |   |   |   |   |   |    |    |    |    |    |    |    |    |    |    |    |    |    |    |    |    |    |    |    |    |    |    |    |    |    |
| Place     | 5 |   |   |   |   |   |   |   |   |    |    |    |    |    |    |    |    |    |    |    |    |    |    |    |    |    |    |    |    |    |    |    |    |    |

Résultat : V = Victoire ; N = Nul ; D = Défaite